# Зборник Јеврејског историјског музеја
Зборник Јеврејског историјског музеја је научни часопис који од 1971. године издаје Јеврејски историјски музеј.
Часопис је првенствено намењен публиковању научних студија и историјских извора из области историје и културе Јевреја на простору некадашње Југославије, од насељавања до савременог доба и Холокауста.
До сада је објављено укупно десет бројева зборника, као и неколико монографија "Сећање Јевреја на логор Јасеновац" (1972) и "Јевреји Југославије 1941-1945, жртве геноцида и учесници НОР-а" (1980), затим "Сефарди у јужнословенским земљама" (1992), "Ми смо преживели - Јевреји о Холокаусту" (2009), две збирке сефардских пословица...